# James R. Webb
James R. Webb (Denver, Colorado, 4 de outubro de 1909 – Beverly Hills, Califórnia, 28 de setembro de 1974) foi um escritor norte-americano. Ele ganhou um Oscar em 1963 para o filme A Conquista do Oeste.

## Filmografia parcial
- The Big Trees (1952)
- The Charge at Feather River (1953)
- Apache (1954)
- Vera Cruz (1954)
- A Conquista do Oeste (1963), pelo qual ganhou um Prêmio da Academia[2]
- Cheyenne Autumn (1964)
- La Bataille de San Sebastian (1968)
- Alfred the Great (1969)
- Sinful Davey (1969)
- They Call Me MISTER Tibbs! (1970)
- Cape Fear (1962)